# Campaea approximata
Campaea approximata là một loài bướm đêm trong họ Geometridae.